# Vassonville
Vassonville is een gemeente in het Franse departement Seine-Maritime (regio Normandië) en telt 376 inwoners (2005). De plaats maakt deel uit van het arrondissement Dieppe.

## Geografie
De oppervlakte van Vassonville bedraagt 5,7 km², de bevolkingsdichtheid is 66,0 inwoners per km².
De onderstaande kaart toont de ligging van Vassonville met de belangrijkste infrastructuur en aangrenzende gemeenten.

## Demografie
Onderstaande figuur toont het verloop van het inwonertal (bron: INSEE-tellingen).

1. ↑  Populations de référence 2022.